# Маттерсбург (футбольний клуб)
Футбольний клуб «Маттерсбург» (нім. SV Mattersburg) — колишній австрійський футбольний клуб з Маттерсбургу.

## Історія
Клуб заснований 10 червня 1922, свої домашні ігри проводив на місцевому стадіоні «Паппельштадіон», що вміщує 15 100 глядачів. ФК «Маттерсбург» виступав у Бундеслізі з сезону 2003/04. Незважаючи на те, що місто налічує трохи більше семи тисяч жителів, клуб був одним із лідерів за відвідуваністю у лізі. У сезоні 2006/07, «Маттерсбург» посів третє місце у Бундеслізі, що стало найвищим досягнення клубу в чемпіонаті.
У серпні 2020 клуб був визнаний банкрутом.

## Єврокубки
| Сезон   | Турнір     | Раунд | Країна    | Клуб           | Вдома | В гостях | Рахунок |
| ------- | ---------- | ----- | --------- | -------------- | ----- | -------- | ------- |
| 2006–07 | Кубок УЄФА | Q1    | Польща    | Вісла (Краків) | 1–1   | 0–1      | 1–2     |
| 2007–08 | Кубок УЄФА | Q1    | Казахстан | Актобе         | 4–2   | 0–1      | 4–3     |
| 2007–08 | Кубок УЄФА | Q2    | Швейцарія | Базель         | 0–4   | 1–2      | 1–6     |

- Q = Кваліфікація